# Libertad (album Jasmin Lewi)
Libertad – piąty album studyjny izraelskiej piosenkarki Jasmin Lewi. Wydawnictwo ukazało się 8 października 2012 roku nakładem World Willage. Utwory na albumie wykonywane są w języku ladino.

## Lista utworów
1. „La última canción” - 3'19
2. „La nave del olvido” - 4'02
3. „Libertad” - 4'04
4. „Firuze” - 5'01
5. „Tal vez” - 4'33
6. „Olvídate de mí” (gościnnie: BUIKA) – 5'59
7. „Aman Doktor” - 3'56
8. „Recuerdo (Soghati)” - 6'28
9. „Skalerikas de oro” - 3'52
10. „Cada día” - 4'44
11. „Shoef K'mo Eved” - 4'59
12. „La rosa enflorece” - 2'55